# Gällivare järnvägsstation
Gällivare järnvägsstation är en järnvägsstation i Gällivare i Norrbottens län. Den ligger längs Malmbanan och är inlandsbanans norra slutstation. Den trafikeras av fjärrtåg mellan Narvik i Norge och Luleå, alternativt Stockholm, då tågsättet delas upp i Boden på vissa rutter.

## Historik
Järnvägsstationen byggdes åren 1893-1894. Stationshuset är i fornnordisk stil och arkitekt är Folke Zettervall. I Malmberget rullade det första tåget in 1887, och inlandsbanan från Kristinehamn till Gällivare blev klar 1937.